# Triplophysa kashmirensis
Triplophysa kashmirensis är en fiskart som först beskrevs av Hora 1922.  Triplophysa kashmirensis ingår i släktet Triplophysa och familjen grönlingsfiskar. Inga underarter finns listade i Catalogue of Life.